# Slamboree
Slamboree foi um evento de wrestling profissional em forma de pay-per-view realizado pela World Championship Wrestling (WCW), no mês de maio entre 1993 e 2000. Teve sua última edição em 2000 porque a WCW foi comprada pela WWE.